# Cromat d'argent
El cromat d'argent és un compost iònic format per cations argent(1+), {\displaystyle {\ce {Ag+}}}, i anions cromat, {\displaystyle {\ce {CrO4^2-}}}, de fórmula {\displaystyle {\ce {Ag2CrO4}}}. Té color marró vermellós i s'empra com indicador en les volumetries de precipitació.

## Història

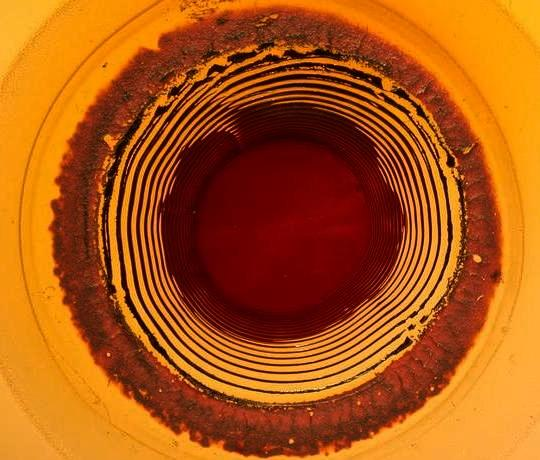
Anells de Liesegang damunt gelatina

El cromat d'argent fou observat per primer cop pel químic francès Louis Nicolas Vauquelin (1763-1829) el 1789 en el transcurs de la recerca que el dugué a descobrir el crom. El 1827 el químic anglès E. F. Teschemacher obtingué cristalls de {\displaystyle {\ce {Ag2CrO4}}} per reacció de nitrat d'argent i cromat de potassi i en pogué determinar els angles entre cares dels cristalls. Robert Warington el 1839 analitzà la seva composició. El 1896 el químic alemany Raphael E. Liesegang (1869-1947) descobrí que si s'impregnava amb cromat de potassi un gel estès damunt d'un vidre i a continuació s'hi tirava una gota de dissolució de nitrat d'argent apareixia un precipitat de cromat d'argent en cercles concèntrics, partint del punt on es diposita la gota, i separats una distància regular, que foren anomenats anells de Liesegang.

## Propietats
El cromat d'argent cristal·litza en el grup espacial Pnma, en el sistema ortoròmbic. És molt poc soluble en aigua, només 0,028 g/l a 25 °C i 0,64 g/L a 100 °C. És soluble en àcid nítric i amoníac. Presenta una coloració roig porpra o vermell totxo. És sensible a la llum i ennegreix en exposar-se a ella per reducció del catió argent(1+) a argent metàl·lic.

## Preparació
Es pot obtindre per precipitació seguint el mètode de Teschemacher fent reaccionar nitrat d'argent, {\displaystyle {\ce {AgNO3}}}, i cromat de potassi, {\displaystyle {\ce {K2CrO4}}}:
{\displaystyle {\ce {AgNO3 + K2CrO4 -> Ag2CrO4 + KNO3}}}

## Aplicacions
A les piles de liti-cromat d'argent formant part del càtode juntament amb grafit. Aquestes bateries es comercialitzaren en la dècada dels 1980, amb un voltatge inicial de 3,5 V. Se'n fabricaren de botó i rectangulars amb una energia específica de 200 W·h/kg i una densitat d'energia de 575 W·h/dm³. Degut a la toxicitat del cromat d'argent, aquest fou reemplaçat per l'òxid d'argent i vanadi {\displaystyle {\ce {Ag2V4O11}}}.
En química analítica com indicador de la valoració de clorurs amb nitrat d'argent (mètode de Mohr). Els clorurs, {\displaystyle {\ce {Cl^-}}}, són precipitats addicionant nitrat d'argent, {\displaystyle {\ce {AgNO3}}}, precipitant clorur d'argent, {\displaystyle {\ce {AgCl}}} de color blanc. Una vegada precipitats tots els clorurs s'inicia la precipitació del cromat d'argent de color vermell totxo fàcilment detectable i que indica el punt final.
Fou emprat el 1873 pel metge italià Camillo Golgi (1843-1926) com a mètode de tenyit de les neurones i poder-les observar al microscopi, la qual cosa li va valer el Premi Nobel de Medicina i Fisiologia del 1906 juntament amb Santiago Ramón y Cajal.
Ha sigut emprat com a pigment amb el nom de roig porpra, amb el codi CI 77825.